# Leandra Smeda
Leandra Wiloma Smeda (Velddrif, 22 de maio de 1989) é uma futebolista profissional sul-africana que atua como meia.

## Carreira
Leandra Smeda fez parte do elenco da Seleção Sul-Africana de Futebol Feminino, nas Olimpíadas de 2012 e 2016. 